# زیگفرید کایزر
زیگفرید کایزر (به آلمانی: Siegfried Kaiser) بازیکن فوتبال و مهاجم اهل آلمان شرقی بود که از سال ۱۹۵۴ میلادی عضو تیم ملی فوتبال آلمان شرقی بوده‌است. وی در ۱ بازی ملی حضور داشته و در بازی‌های ملی‌اش گلی به ثمر نرساند. زیگفرید کایزر آخرین بازی ملی خود را در سال ۱۹۵۴ میلادی انجام داد.